# Goldie Hawn
Goldie Hawn (Washington DC, 21 de novembre de 1945) és una actriu, productora i directora estatunidenca.

## Biografia
Goldie Hawn va néixer el 21 de novembre de 1945 en un barri jueu de Washington DC, Estats Units. Filla del músic presbiterià Edward Rutledge Hawn i de Laura Steinhoff, que treballava en una joieria. La seva mare era jueva i filla d'un immigrant hongarès. Té una germana, Patricia, i va tenir un germà, Edward, que va morir abans que ella naixés. Encara que s'ha dit que el seu pare és descendent d'Edward Rutledge, la persona més jove que va signar la Declaració d'Independència dels Estats Units, recerques genealògiques han demostrat que no és així.
Va començar a prendre classes de ballet amb tres anys i va participar en la producció del Ballet Rus de Montecarlo de The Nutcracker el 1955. Va debutar en l'escenari el 1961 interpretant a Julieta amb la Virginia Stage Company. El 1963 va deixar els seus estudis d'art dramàtic en l'American University, per començar a prendre classes de ballet, convertint-se en una competent ballarina.
El 1964, es va graduar en la Montgomery Blair High School, debutant com a ballarina en una producció de Can-Can en el pavelló de Texas de la New York World's Fair. Després va començar a treballar com a ballarina professional. Ha estat casada en dues ocasions amb l'actor i director Gus Trikonis des de 1969 fins a 1976 i amb el músic Bill Hudson entre 1976 i 1980, amb qui va tenir dos fills, els actors Oliver Hudson i Kate Hudson, candidata al Premi Oscar i guanyadora del Globus d'Or. Actualment manté una relació sentimental amb l'actor Kurt Russell, des de l'any 1983. Va fundar la Bright Light Foundation for Children. Es defineix a ella mateixa com una persona jueva i budista.
Hawn va debutar com a actriu en la sèrie de televisió Good Morning World (1967-1968). Posteriorment intervindria en el film Flor de cactus (1969), on va compartir escena amb Walter Matthau i Ingrid Bergman. La seva interpretació de Tony Simmons va rebre molt bones crítiques. Per aquest paper va guanyar l'Oscar a la millor actriu secundària i el Globus d'Or a la millor actriu secundària. A més va estar nominada al BAFTA a la millor actriu. No obstant això no va anar recollir l'Oscar, ja que es trobava rodant una pel·lícula al Regne Unit, i va anar Raquel Welch que el va recollir en el seu nom.
Després de guanyar el premi Oscar, Hawn va protagonitzar les comèdies There's a Girl in My Soup (1970) i Dòlars, dòlars, dòlars (1971). En la televisió va presentar el programa especial Pure Goldie. El 1972, va interpretar Jill Tanner en la pel·lícula Les papallones són lliures, actuació que li va suposar una nominació al Globus d'Or a la millor actriu musical o còmica.
La seva carrera es va rellançar més tard amb el film de 1992 Death Becomes Her amb Bruce Willis i Meryl Streep i el 1996 amb El club de les primeres esposes amb Bette Midler i Diane Keaton, amb els qui va cantar el hit de Lesley Gore You Don't Own Me per a la banda sonora. Més tard gravaria A Hard Day's Night dels Beatles per al disc de George Martin de 1998, In My Life.
El 2001, Hawn protagonitza al costat de Warren Beatty i Diane Keaton la pel·lícula Town & Country. La comèdia resulta ser un fracàs tant de crítica com comercial. L'any següent, l'actriu comparteix escena amb Susan Sarandon i Geoffrey Rush en la comèdia The Banger Sisters. Allà va exercir el paper de "Suzette". La seva actuació va rebre bones ressenyes, igual que el film. El 2003 va ser nominada al Globus d'Or com a "Millor actriu de comèdia o musical", premi que no va guanyar.
El 2005, Hawn publica la seva autobiografia, titulada Lotus Grows in the Mud. Segons el que ha dit la pròpia actriu, el llibre és un fidel retrat de la seva vida sencera i no només de la seva carrera a Hollywood.

## Vida privada
Va estar casada amb Gus Trikonis de 1969 a 1976 i amb Bill Hudson, dels Hudson Brothers entre 1976 i 1980. Amb aquest últim va tenir dos fills: Oliver (1976) i Kate Hudson (1979), tots dos actors.
Des de 1983 manté una relació amb Kurt Russell. Tenen un fill, Wyatt Russell, que viu a Brampton, Ontario, on estudia i juga a l'hoquei. El 7 de gener de 2004 va ser àvia, en néixer el fill de Kate, anomenat Ryder Russell Robinson Hudson.
És una budista practicant i ha criat als seus fills en la fe budista i judaica. Sol viatjar a l'Índia una vegada a l'any, per costums i qüestions religioses.

## Filmografia

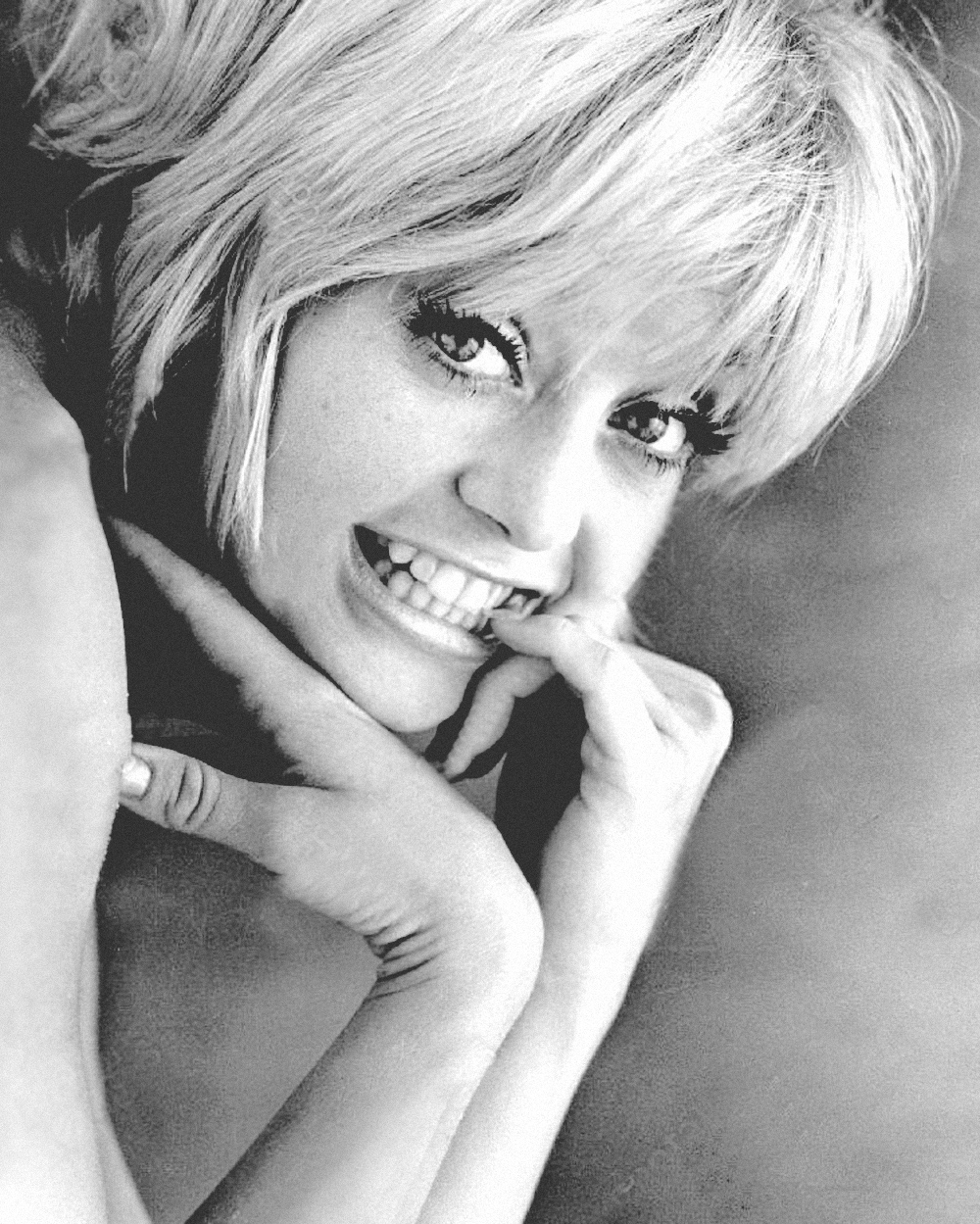
Goldie Hawn en una fotografia publicitària el 1969.

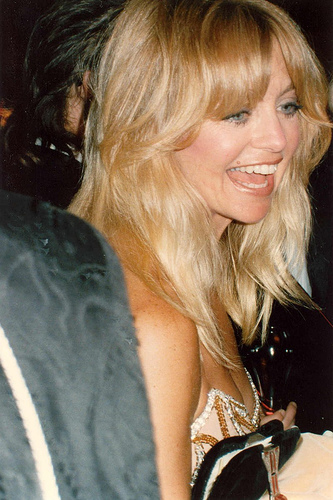
Goldie Hawn als Oscars de 1989.

### Com a actriu
- 1967: Good Morning, World (sèrie TV): Sandy Kramer
- 1968: The One and Only, Genuine, Original Family Band: Giggly Girl
- 1968: Rowan & Martin's Laugh-In (sèrie TV): Participant regular (1968-1970)
- 1969: Flor de cactus (Cactus Flower): Toni Simmons
- 1970: There's a Girl in My Soup: Marion
- 1971: Dòlars, dòlars, dòlars (Dollars): Dawn Divine
- 1972: Les papallones són lliures (Butterflies Are Free): Jill Tanner
- 1974: The Girl from Petrovka: Oktyabrina
- 1974: Boja evasió (The Sugarland Express): Lou Jean Poplin
- 1975: Xampú (Shampoo): Jill
- 1976: The Duchess and the Dirtwater Fox: Amanda Quaid / Duchesse Swansbury
- 1978: Foul Play: Gloria Mundy
- 1979: Viaggio con Anita: Anita
- 1980: La recluta Benjamin (Private Benjamin): Judy Benjamin / Goodman
- 1980: Seems Like Old Times: Glenda Gardenia Parks
- 1982: Amics íntims (Best Friends): Paula McCullen
- 1984: Torn de tarda (Swing Shift): Kay Walsh
- 1984: Protocol: Sunny Davis
- 1986: Wildcats: Molly McGrath
- 1987: Home a l'aigua (Overboard): Joanna Stayton / Annie Proffitt
- 1990: Bird on a Wire: Marianne Graves
- 1991: Deceived: Adrienne Saunders
- 1992: Crisscross, aquell estiu del 69 (CrissCross): Tracy Cross
- 1992: HouseSitter: Gwen Phillips
- 1992: Death Becomes Her: Helen Sharp
- 1996: El club de les primeres esposes (The First Wives Club): Elise Elliot
- 1996: Tothom diu "I love you" (Everyone Says I Love You): Steffi Dandridge
- 1999: The Out-of-Towners: Nancy Clark
- 2001: Town & Country: Mona Miller
- 2002: The Banger Sisters: Suzette
- 2017: Snatched: Linda Middleton
- 2017: SPF-18: Narradora
- 2018: The Christmas Chronicles: Sra. Claus
- 2021: The Christmas Chronicles 2: Sra. Claus

### Com a productora
- 1980: La recluta Benjamin (Private Benjamin)
- 1984: Protocol
- 1986: Wildcats
- 1990: My Blue Heaven
- 1995: Something to Talk About
- 1997: Hope (TV)
- 2001: When Billie Beat Bobby (TV)
- 2002: The Matthew Shepard Story (TV)

### Com a realitzadora
- 1997: Hope (TV)

## Premis i nominacions

### Premis
- 1970: Oscar a la millor actriu secundària per a Flor de cactus
- 1970: Globus d'Or a la millor actriu secundària per a Flor de cactus

### Nominacions
- 1969: Primetime Emmy al millor programa de varietats per a Laugh-In
- 1970: Primetime Emmy al millor programa de varietats per a Laugh-In
- 1971: BAFTA a la millor actriu per Flor de cactus (1969) i There's a Girl in My Soup (1970)
- 1973: Globus d'Or a la millor actriu musical o còmica per a Les papallones són lliures
- 1976: Globus d'Or a la millor actriu musical o còmica per a Xampú
- 1977: Globus d'Or a la millor actriu musical o còmica per a The Duchess and the Dirtwater Fox
- 1979: Globus d'Or a la millor actriu musical o còmica per a Foul Play
- 1980: Primetime Emmy al millor programa musical o de varietats per a Goldie and Liza Together
- 1981: Oscar a la millor actriu per a Private Benjamin
- 1981: Globus d'Or a la millor actriu musical o còmica per a Private Benjamin
- 1983: Globus d'Or a la millor actriu musical o còmica per a Amics íntims
- 2002: Premi Razzie al pitjor paper femení per Town & Country
- 2003: Globus d'Or a la millor actriu musical o còmica per a The Banger Sisters